# Léon Torfs
Léon Charles Torfs (ur. 22 września 1909 w Verviers – zm. 31 marca 2000 w Knokke-Heist) – belgijski piłkarz grający na pozycji napastnika. Był reprezentantem Belgii.

## Kariera klubowa
Całą swoją karierę piłkarską Torfs spędził w klubie Daring Club de Bruxelles. Swój debiut w nim w pierwszej lidze belgijskiej zaliczył w sezonie 1929/1930 i grał w nim do końca sezonu 1938/1939. Z klubem tym wywalczył dwa tytuły mistrza Belgii w sezonach 1935/1936 i 1936/1937 oraz dwa wicemistrzostwo Belgii w sezonie 1933/1934 i 1937/1938. Zdobył też Puchar Belgii w sezonie 1934/1935.

## Kariera reprezentacyjna
W reprezentacji Belgii Torfs zadebiutował 4 czerwca 1933 w wygranym 1:0 towarzyskim meczu z Polską, rozegranym w Warszawie. Od 1933 do 1937 rozegrał w kadrze narodowej 3 mecze.